# Małkowa Górka
Małkowa Górka (546 m) – wzniesienie w Beskidzie Wyspowym na Starej Wsi w województwie małopolskim, w powiecie limanowskim, w gminie Limanowa. Wznosi się po wschodniej stronie drogi z Limanowej do Kamienicy na północny zachód od Golcowa. Stoki północno-zachodnie, zachodnie i południowo-zachodnie opadają do doliny potoku Sowlinka. Po drugiej stronie tego potoku wznosi się wzgórze pocięte wąwozami o nazwie Krzaki Gajkowskie. Wschodnie stoki Małkowej Górki opadają do dolinki jego dopływu, a w kierunku południowo-wschodnim od Małkowej Górki biegnie grzbiet łączący się z Golcowem.
Zachodnie, dość strome stoki Małkowej Górki porasta las, na wschodnich, mało stromych są pola uprawne i zabudowania osiedla Bulandówka.